# Daniël de Blieck
Daniël de Blieck (1610 – Middelburg, 1673) è stato un pittore olandese del secolo d'oro.

## Biografia

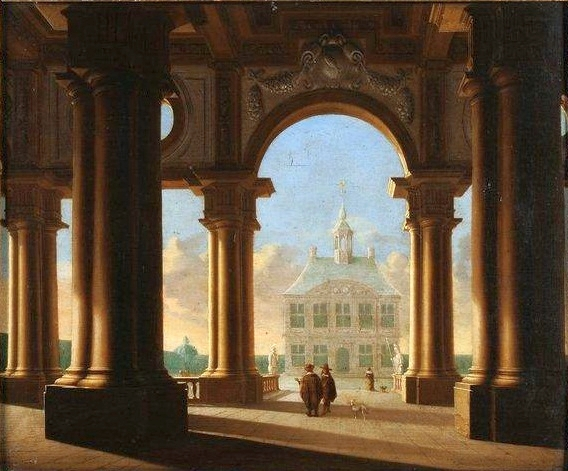
Vista di un palazzo, Museo Czartoryski, Cracovia

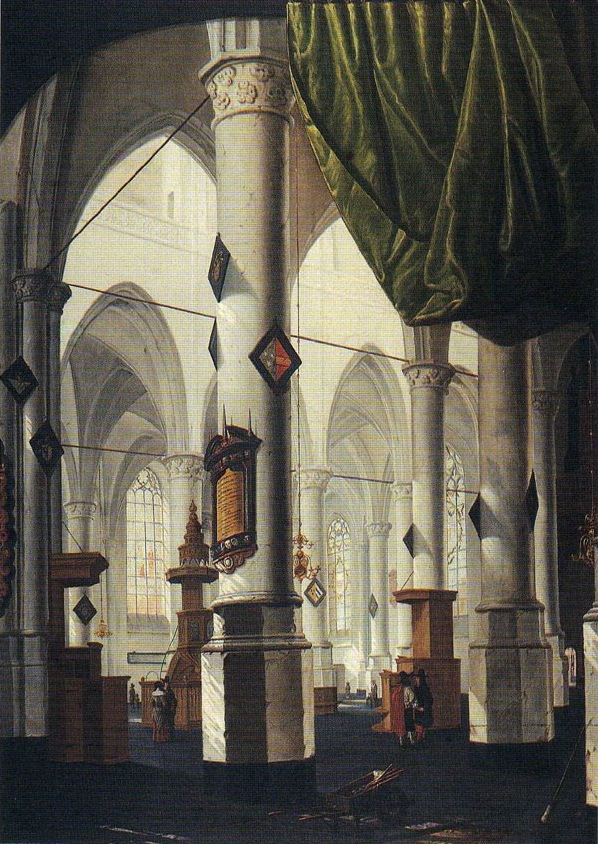
Interno di una chiesa di Reims, Museo di Belle Arti, Reims, 1652

Membro della ghilda di Middelburg nel 1648, ne divenne decano nel 1668. Si specializzò negli interni di chiesa, trattati con una certa secchezza, talvolta arricchiti da Johannes Lingelbach, come Interno di una chiesa, del 1653 ed ora al Centraal Museum di Utrecht.